# Comps (Gard)
Pour les articles homonymes, voir Comps.
Comps [kɔ̃ps] est une commune française située dans l'est du département du Gard, en région Occitanie.
Exposée à un climat méditerranéen, elle est drainée par le Gard, le canal d'irrigation de Remoulins à Tarascon et par un autre cours d'eau. La commune possède un patrimoine naturel remarquable : deux sites Natura 2000 (les « costières nîmoises » et « le Rhône aval ») et deux zones naturelles d'intérêt écologique, faunistique et floristique.
Comps est une commune rurale qui compte 1 703 habitants en 2022, après avoir connu une forte hausse de la population depuis 1962. Elle est ville-centre de l'unité urbaine de Montfrin et fait partie de l'aire d'attraction de Beaucaire. Ses habitants sont appelés les Compsois ou  Compsoises.
Le patrimoine architectural de la commune comprend un immeuble protégé au titre des monuments historiques : le site archéologique de Saint-Roman-d'Aiguille, inscrit en 1935.

## Géographie
|                          | Montfrin |              |
|                          | Comps    | Vallabrègues |
| Jonquières-Saint-Vincent |          | Beaucaire    |

### Hydrographie et relief
Comps se situe à l'embouchure du Gardon et du Rhône. C'est le dernier village qu'arrose cette rivière, non sans mal quelquefois. Le Gardon est constitué à l'origine d'une multitude de torrents descendant des Cévennes gardoises et lozériennes et qui, une fois en plaine, forment une rivière particulièrement capricieuse et même dangereuse. Lors des grandes pluies d'équinoxe d'automne, comme en 2002 ou 2003 notamment, son débit a pu dépasser 5 000 à 7 000 m3/s, occasionnant de sévères dégâts. Au sud se dresse une série de collines assez escarpées. Sur la commune, le point culminant est atteint à " l'Aiguille " (non loin de l'abbaye troglodytique de Saint-Romain à Beaucaire) qui, du haut ses 153 mètres, domine la vallée du Rhône et possède un table d'orientation réalisée par la CNR[Quoi ?] dans les années 1960.

### Climat
Pour des articles plus généraux, voir Climat de l'Occitanie et Climat du Gard.
En 2010, le climat de la commune est de type climat méditerranéen franc, selon une étude s'appuyant sur une série de données couvrant la période 1971-2000. En 2020, Météo-France publie une typologie des climats de la France métropolitaine dans laquelle la commune est exposée à un climat méditerranéen et est dans la région climatique Provence, Languedoc-Roussillon, caractérisée par une pluviométrie faible en été, un très bon ensoleillement (2 600 h/an), un été chaud (21,5 °C), un air très sec en été, sec en toutes saisons, des vents forts (fréquence de 40 à 50 % de vents > 5 m/s) et peu de brouillards.
Pour la période 1971-2000, la température annuelle moyenne est de 14,4 °C, avec une amplitude thermique annuelle de 17,3 °C. Le cumul annuel moyen de précipitations est de 664 mm, avec 5,6 jours de précipitations en janvier et 2,7 jours en juillet. Pour la période 1991-2020, la température moyenne annuelle observée sur la station météorologique la plus proche, située sur la commune de Nîmes à 20 km à vol d'oiseau, est de 15,6 °C et le cumul annuel moyen de précipitations est de 734,4 mm,. Pour l'avenir, les paramètres climatiques de la commune estimés pour 2050 selon différents scénarios d’émission de gaz à effet de serre sont consultables sur un site dédié publié par Météo-France en novembre 2022.

### Milieux naturels et biodiversité

#### Réseau Natura 2000

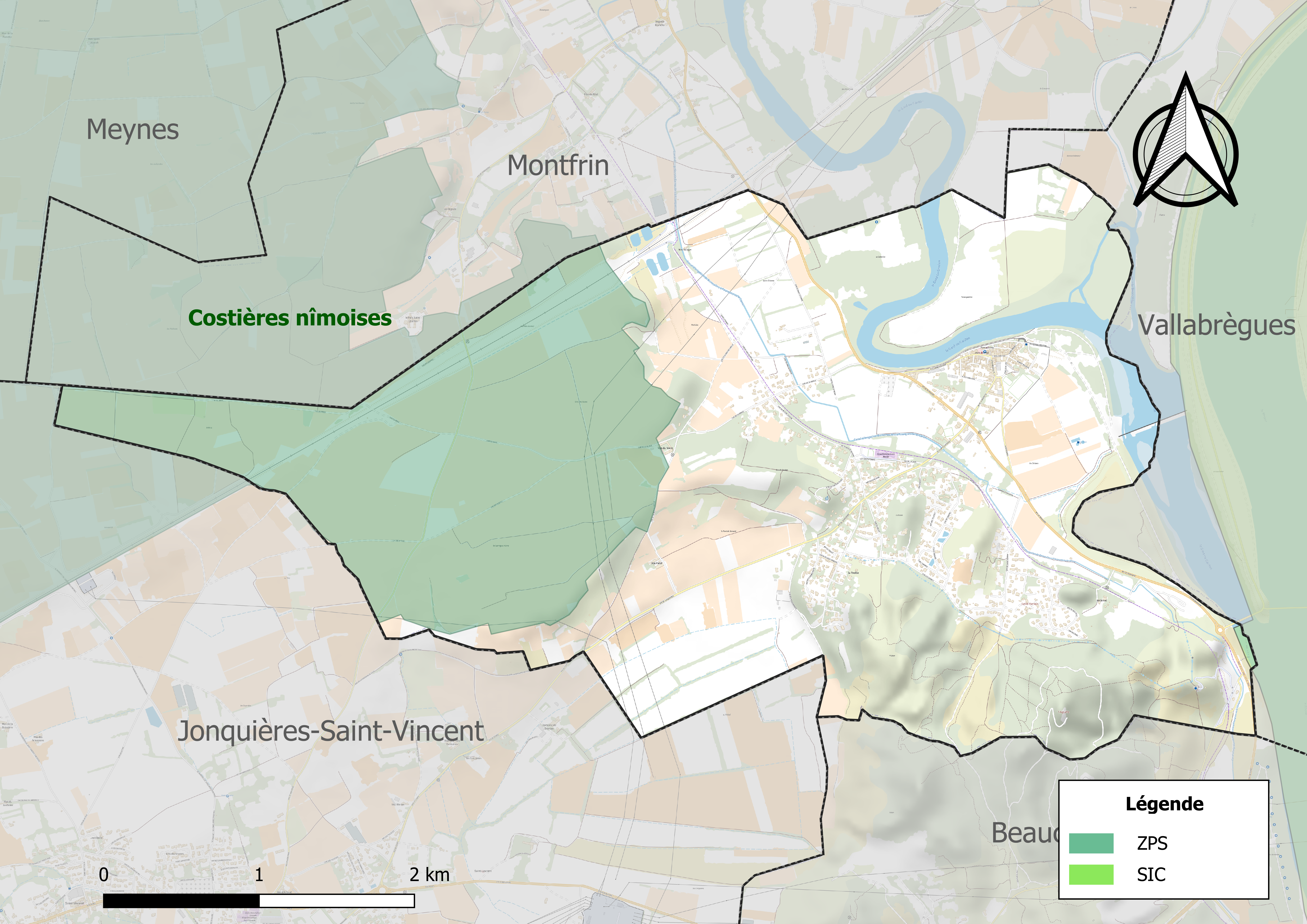
Site Natura 2000 sur le territoire communal.

Le réseau Natura 2000 est un réseau écologique européen de sites naturels d'intérêt écologique élaboré à partir des directives habitats et oiseaux, constitué de zones spéciales de conservation (ZSC) et de zones de protection spéciale (ZPS).
Un site Natura 2000 a été défini sur la commune au titre de la directive habitats :
- « le Rhône aval », d'une superficie de 12 579 ha[10]

et un au titre de la directive oiseaux : 
- les « costières nîmoises », d'une superficie de 13 479 ha, qui accueillait, en 2004, 300 mâles chanteurs, soit 60 % des mâles reproducteurs de la région et près du quart des mâles reproducteurs en France[11].

#### Zones naturelles d'intérêt écologique, faunistique et floristique

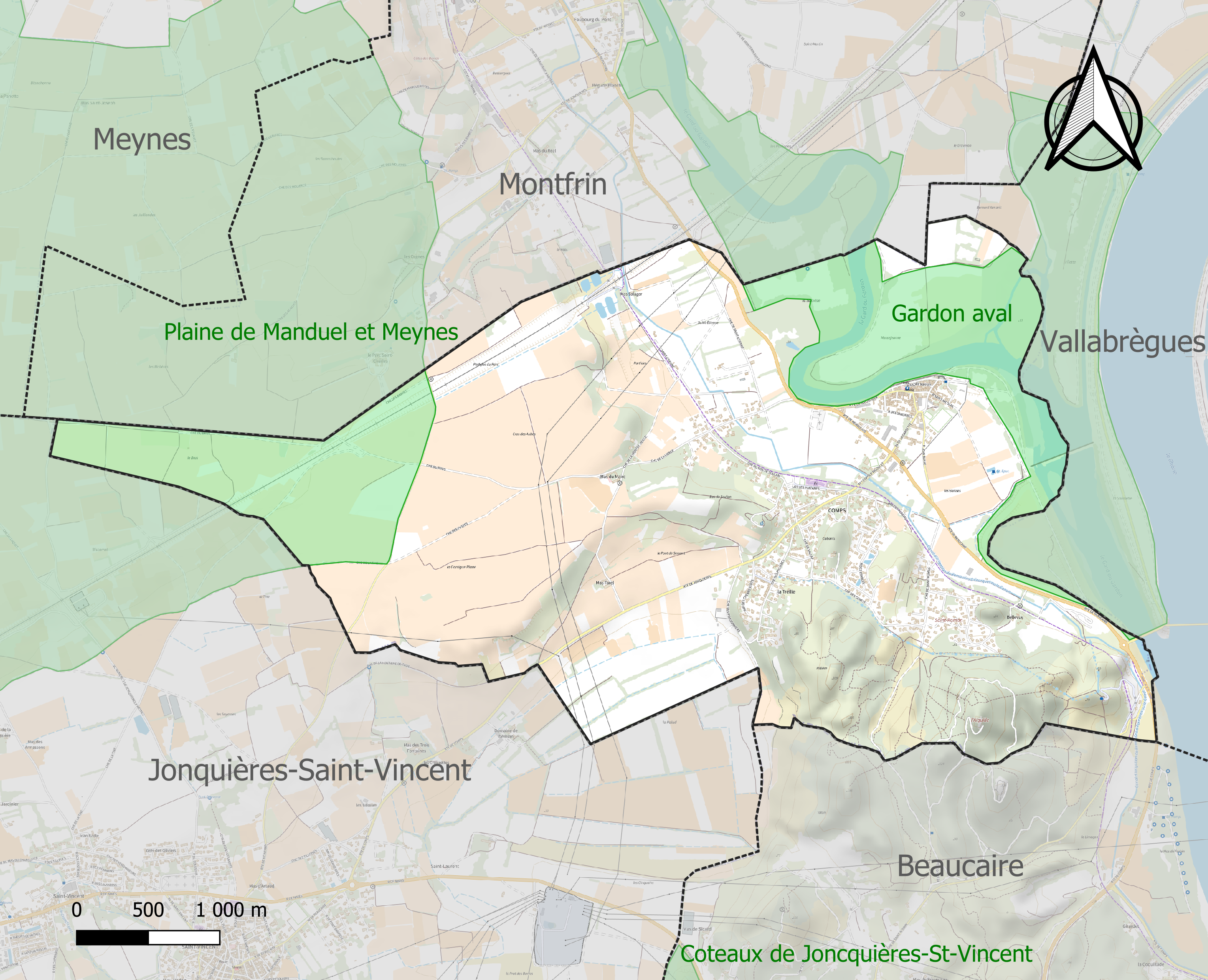
Carte des ZNIEFF de type 1 localisées sur la commune.

L’inventaire des zones naturelles d'intérêt écologique, faunistique et floristique (ZNIEFF) a pour objectif de réaliser une couverture des zones les plus intéressantes sur le plan écologique, essentiellement dans la perspective d’améliorer la connaissance du patrimoine naturel national et de fournir aux différents décideurs un outil d’aide à la prise en compte de l’environnement dans l’aménagement du territoire.
Deux ZNIEFF de type 1 sont recensées sur la commune :
le « Gardon aval » (1 106 ha), couvrant 6 communes du département, et 
la « plaine de Manduel et Meynes » (9 783 ha), couvrant 15 communes du département.

## Urbanisme

### Typologie
Au 1er janvier 2024, Comps est catégorisée bourg rural, selon la nouvelle grille communale de densité à sept niveaux définie par l'Insee en 2022.
Elle appartient à l'unité urbaine de Montfrin, une agglomération intra-départementale regroupant six  communes, dont elle est ville-centre,,. Par ailleurs la commune fait partie de l'aire d'attraction de Beaucaire, dont elle est une commune de la couronne,. Cette aire, qui regroupe 5 communes, est catégorisée dans les aires de moins de 50 000 habitants,.

### Occupation des sols
L'occupation des sols de la commune, telle qu'elle ressort de la base de données européenne d’occupation biophysique des sols Corine Land Cover (CLC), est marquée par l'importance des territoires agricoles (65,4 % en 2018), en diminution par rapport à 1990 (71 %). La répartition détaillée en 2018 est la suivante : 
cultures permanentes (41,6 %), zones agricoles hétérogènes (23,8 %), forêts (14,7 %), zones urbanisées (12,6 %), milieux à végétation arbustive et/ou herbacée (5,4 %), eaux continentales (2 %). L'évolution de l’occupation des sols de la commune et de ses infrastructures peut être observée sur les différentes représentations cartographiques du territoire : la carte de Cassini (XVIIIe siècle), la carte d'état-major (1820-1866) et les cartes ou photos aériennes de l'IGN pour la période actuelle (1950 à aujourd'hui).

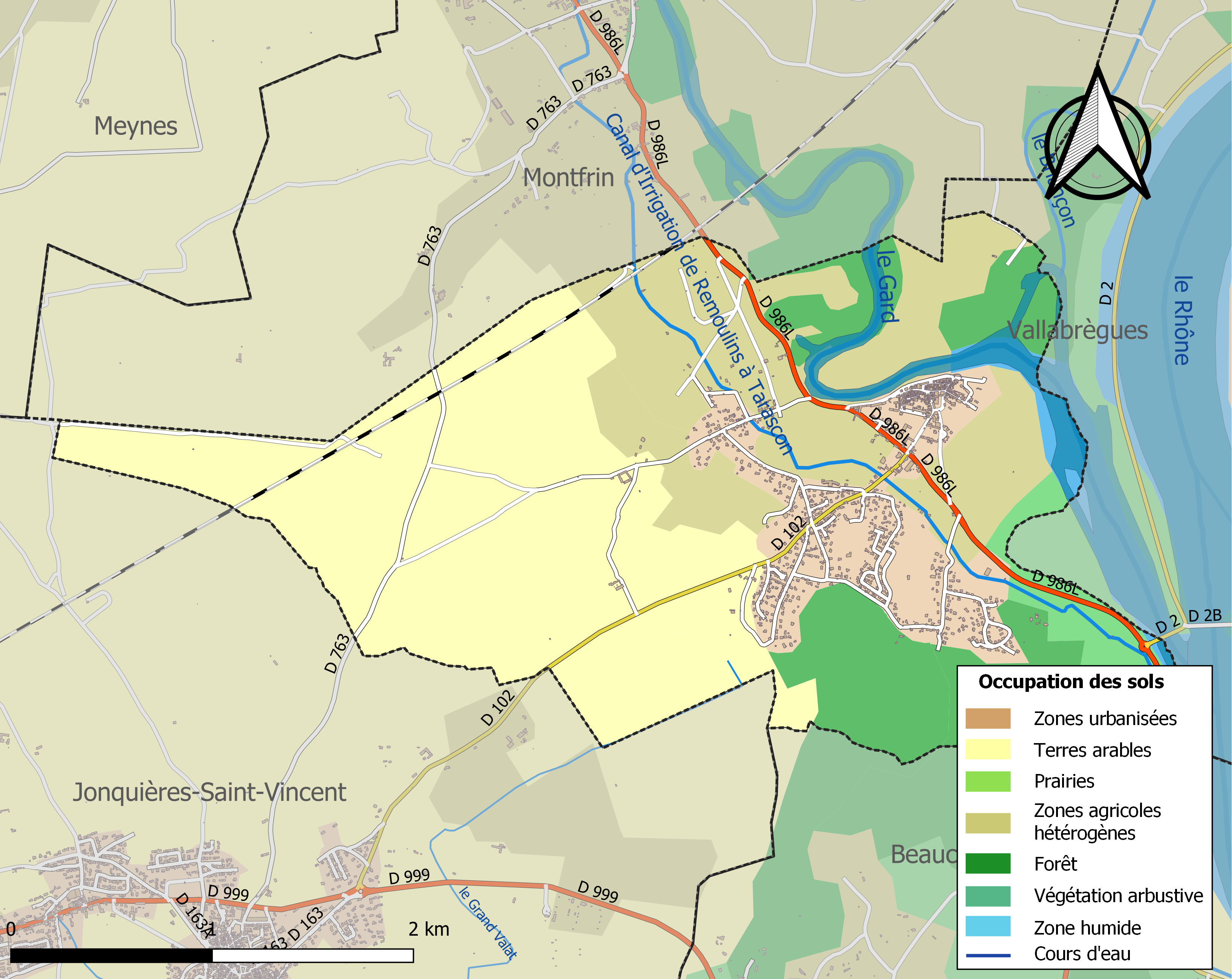
Carte des infrastructures et de l'occupation des sols de la commune en 2018 (CLC).

### Risques majeurs
Le territoire de la commune de Comps est vulnérable à différents aléas naturels : météorologiques (tempête, orage, neige, grand froid, canicule ou sécheresse), inondations, feux de forêts, mouvements de terrains et séisme (sismicité modérée). Il est également exposé à un risque technologique, la rupture d'un barrage. Un site publié par le BRGM permet d'évaluer simplement et rapidement les risques d'un bien localisé soit par son adresse soit par le numéro de sa parcelle.

#### Risques naturels
Certaines parties du territoire communal sont susceptibles d’être affectées par le risque d’inondation par débordement de cours d'eau et par une crue torrentielle ou à montée rapide de cours d'eau, notamment le Gard et le canal d'irrigation de Remoulins à Tarascon. La commune a été reconnue en état de catastrophe naturelle au titre des dommages causés par les inondations et coulées de boue survenues en 1982, 1987, 1988, 1993, 1994, 2002 et 2003,.

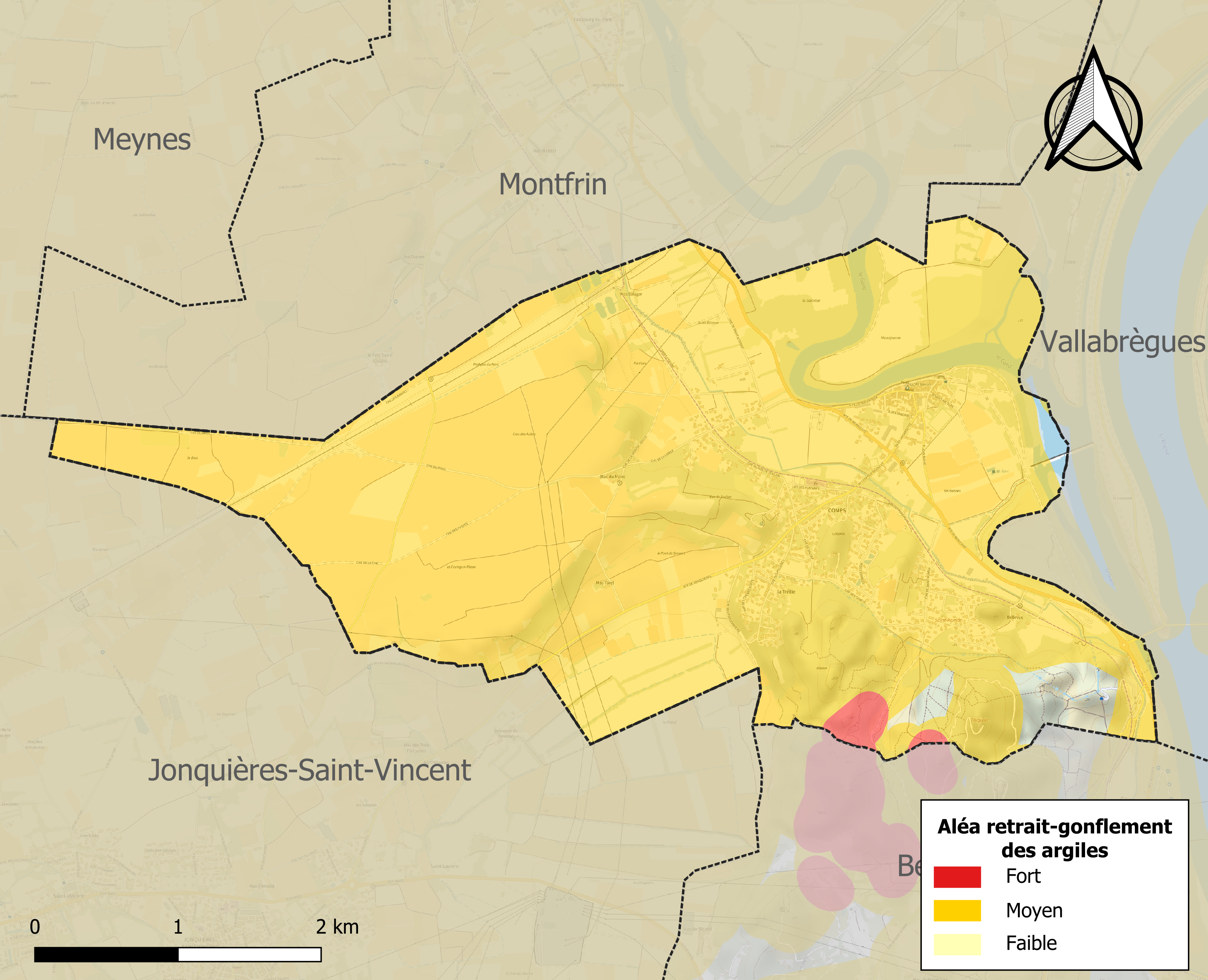
Carte des zones d'aléa retrait-gonflement des sols argileux de Comps.

La commune est vulnérable au risque de mouvements de terrains constitué principalement du retrait-gonflement des sols argileux. Cet aléa est susceptible d'engendrer des dommages importants aux bâtiments en cas d’alternance de périodes de sécheresse et de pluie. 97,2 % de la superficie communale est en aléa moyen ou fort (67,5 % au niveau départemental et 48,5 % au niveau national). Sur les 703 bâtiments dénombrés sur la commune en 2019, 703 sont en aléa moyen ou fort, soit 100 %, à comparer aux 90 % au niveau départemental et 54 % au niveau national. Une cartographie de l'exposition du territoire national au retrait gonflement des sols argileux est disponible sur le site du BRGM,.
Par ailleurs, afin de mieux appréhender le risque d’affaissement de terrain, l'inventaire national des cavités souterraines permet de localiser celles situées sur la commune.

#### Risques technologiques
La commune est en outre située en aval du barrage de Sainte-Cécile-d'Andorge, un ouvrage de classe A doté d'un PPI. À ce titre elle est susceptible d’être touchée par l’onde de submersion consécutive à la rupture de cet ouvrage.

## Histoire

### Préhistoire
L'origine du village, il y a 2 600 ans, est accréditée par les fouilles de la Roque. Le hameau était alors dominé par le pic de l'Aiguille, site troglodytique mais aussi point culminant permettant surtout l'observation vers le Rhône.

### Antiquité
Plus tard, l'influence latine est passée par là, comme en témoignent les ruines du castrum romain au-dessus de la Roque.

### Moyen Âge
Non loin de là, sur ce même massif de la Roque, se situe l'abbaye de Saint-Roman sur la commune de Beaucaire qui, avec l'épopée guerrière de Charles Martel à Théziers en l'an 736, positionne Comps ainsi que les villages environnants dans l'histoire de France.

### Révolution française et Empire
Au cours de la Révolution française, la commune, nommée Comps-Saint-Étienne, porte provisoirement le nom de Port-du-Gard puis reprend celui de Comps simplement. C'est surtout la géographie et les humeurs du Rhône qui ont façonné l'histoire du village. Les inondations dramatiques, et les changements de lit du Rhône ont fini par prononcer la séparation en 1790 de Comps et de Vallabrègues qui constituaient autrefois une seule et même communauté.

### Époque contemporaine
Aujourd'hui, le vieux Comps pittoresque et fleuri, ainsi que le nouveau village au pied des collines, se retrouvent dans le dynamisme des associations, des traditions locales et dans les moments de détente, de sport et de loisirs sur les bords du Gardon. Le site de l'Aiguille comporte une table d'orientation offerte par la CNR (Compagnie Nationale du Rhône) lors des aménagements du fleuve dans les années 1960.

## Politique et administration

### Liste des maires
| Période | Période  | Identité              | Étiquette | Qualité                    |
| ------- | -------- | --------------------- | --------- | -------------------------- |
| 1983    | 2014     | Christian Jallat      | PCF       |                            |
| 2014    | En cours | Jean-Jacques Rochette | DVD       | Cadre commercial, retraité |

## Population et société

### Démographie
L'évolution du nombre d'habitants est connue à travers les recensements de la population effectués dans la commune depuis 1793. Pour les communes de moins de 10 000 habitants, une enquête de recensement portant sur toute la population est réalisée tous les cinq ans, les populations de référence des années intermédiaires étant quant à elles estimées par interpolation ou extrapolation. Pour la commune, le premier recensement exhaustif entrant dans le cadre du nouveau dispositif a été réalisé en 2005.

En 2022, la commune comptait 1 703 habitants, en évolution de −3,02 % par rapport à 2016 (Gard : +2,97 %, France hors Mayotte : +2,11 %).
| 1793 | 1800 | 1806 | 1821 | 1831 | 1836 | 1841 | 1846 | 1851 |
| ---- | ---- | ---- | ---- | ---- | ---- | ---- | ---- | ---- |
| 600  | 618  | 644  | 874  | 926  | 929  | 921  | 875  | 900  |

| 1856 | 1861 | 1866 | 1872 | 1876 | 1881 | 1886 | 1891 | 1896 |
| ---- | ---- | ---- | ---- | ---- | ---- | ---- | ---- | ---- |
| 865  | 793  | 788  | 750  | 685  | 739  | 693  | 650  | 636  |

| 1901 | 1906 | 1911 | 1921 | 1926 | 1931 | 1936 | 1946 | 1954 |
| ---- | ---- | ---- | ---- | ---- | ---- | ---- | ---- | ---- |
| 638  | 675  | 666  | 606  | 584  | 530  | 542  | 556  | 535  |

| 1962 | 1968 | 1975 | 1982  | 1990  | 1999  | 2005  | 2006  | 2010  |
| ---- | ---- | ---- | ----- | ----- | ----- | ----- | ----- | ----- |
| 572  | 772  | 813  | 1 239 | 1 435 | 1 483 | 1 555 | 1 584 | 1 661 |

| 2015  | 2020  | 2022  | - | - | - | - | - | - |
| ----- | ----- | ----- | - | - | - | - | - | - |
| 1 756 | 1 736 | 1 703 | - | - | - | - | - | - |

### Enseignement
Une école élémentaire et maternelle est à Comps. C'est l'école André Massip. Par la suite le collège de rattachement est le collège Henri Pitot d'Aramon.

### Santé
Un médecin généraliste est présent sur le village. Il y a, également, un service d'infirmières libérales.

### Sports

#### Kayak
Sur les bords du Gardon, se trouve le Canoë-Kayak Club de Comps, l'un des 4 clubs du Gard affiliés à la FFCK qui organise chaque année le mini-marathon de Comps, épreuve du challenge régional jeunes, en septembre, et le biathlon de Comps (kayak-course à pied) qui réunit une centaine de participants au mois de décembre.

#### Tennis
Il y a un club de tennis, affilié à la fédération française de tennis. Ce club municipal possède 2 courts en béton poreux. Au Tennis Club de Comps, il y a 31 adhérents pour la saison 2016 dont 16 jeunes.

#### Piste cyclable-voie verte
Comps dispose de 10 km de voie verte intégrée à la ViaRhôna (véloroute reliant le lac Léman à la Méditerranée). Cette voie verte permet également d'aller jusqu'à Uzès en passant par le Pont du Gard. Les voies vertes étant idéales pour pratiquer le vélo, le roller ou la course à pied en toute sécurité.

## Économie

### Revenus
En 2018  (données Insee publiées en septembre 2021), la commune compte 684 ménages fiscaux, regroupant 1 718 personnes. La médiane du revenu disponible par unité de consommation est de 20 740 € (20 020 € dans le département).

### Emploi
|                | 2008   | 2013  | 2018  |
| -------------- | ------ | ----- | ----- |
| Commune        | 9,3 %  | 9,8 % | 8,5 % |
| Département    | 10,6 % | 12 %  | 12 %  |
| France entière | 8,3 %  | 10 %  | 10 %  |

En 2018, la population âgée de 15 à 64 ans s'élève à 1 111 personnes, parmi lesquelles on compte 75,9 % d'actifs (67,4 % ayant un emploi et 8,5 % de chômeurs) et 24,1 % d'inactifs,. En  2018, le taux de chômage communal (au sens du recensement) des 15-64 ans est inférieur à celui de la France et du département, alors qu'en 2008 il était supérieur à celui de la France.
La commune fait partie de la couronne de l'aire d'attraction de Beaucaire, du fait qu'au moins 15 % des actifs travaillent dans le pôle,. Elle compte 156 emplois en 2018, contre 172 en 2013 et 144 en 2008. Le nombre d'actifs ayant un emploi résidant dans la commune est de 755, soit un indicateur de concentration d'emploi de 20,6 % et un taux d'activité parmi les 15 ans ou plus de 59 %.
Sur ces 755 actifs de 15 ans ou plus ayant un emploi, 83 travaillent dans la commune, soit 11 % des habitants. Pour se rendre au travail, 92 % des habitants utilisent un véhicule personnel ou de fonction à quatre roues, 1,4 % les transports en commun, 3,8 % s'y rendent en deux-roues, à vélo ou à pied et 2,8 % n'ont pas besoin de transport (travail au domicile).

### Activités hors agriculture

#### Secteurs d'activités
117 établissements sont implantés  à Comps au 31 décembre 2019. Le tableau ci-dessous en détaille le nombre par secteur d'activité et compare les ratios avec ceux du département,.
| Secteur d'activité                                                                                        | Commune | Commune | Département |
| Secteur d'activité                                                                                        | Nombre  | %       | %           |
| --- | ------- | ------- | ----------- |
| Ensemble                                                                                                  | 117     | 100 %   | (100 %)     |
| Industrie manufacturière, industries extractives et autres                                                | 14      | 12 %    | (7,9 %)     |
| Construction                                                                                              | 22      | 18,8 %  | (15,5 %)    |
| Commerce de gros et de détail, transports, hébergement et restauration                                    | 37      | 31,6 %  | (30 %)      |
| Information et communication                                                                              | 2       | 1,7 %   | (2,2 %)     |
| Activités financières et d'assurance                                                                      | 3       | 2,6 %   | (3 %)       |
| Activités immobilières                                                                                    | 2       | 1,7 %   | (4,1 %)     |
| Activités spécialisées, scientifiques et techniques et activités de services administratifs et de soutien | 19      | 16,2 %  | (14,9 %)    |
| Administration publique, enseignement, santé humaine et action sociale                                    | 10      | 8,5 %   | (13,5 %)    |
| Autres activités de services                                                                              | 8       | 6,8 %   | (8,8 %)     |

Le secteur du commerce de gros et de détail, des transports, de l'hébergement et de la restauration est prépondérant sur la commune puisqu'il représente 31,6 % du nombre total d'établissements de la commune (37 sur les 117 entreprises implantées  à Comps), contre 30 % au niveau départemental.

### Agriculture
|               | 1988 | 2000 | 2010 | 2020 |
| ------------- | ---- | ---- | ---- | ---- |
| Exploitations | 37   | 14   | 11   | 5    |
| SAU (ha)      | 360  | 289  | 245  | 164  |

La commune est dans la vallée du Rhône, une petite région agricole occupant la frange est du département du Gard. En 2020, l'orientation technico-économique de l'agriculture  sur la commune est la viticulture. Cinq exploitations agricoles ayant leur siège dans la commune sont dénombrées lors du recensement agricole de 2020 (37 en 1988). La superficie agricole utilisée est de 164 ha,,.

## Culture locale et patrimoine

### Édifices civils
- L'aqueduc « Les Arcades », édifié entre 1892 et 1900, effondré aux deux tiers le 23 décembre 2018[35]. Si les causes ne sont pas établies[36], une délibération municipale du 12 juin 1980 prévenait du risque, constatant que l'aqueduc « a subi durant les ans, sous la contrainte de fuites incessantes, des détériorations, pouvant entraîner à court terme son effondrement »[37], l'édifice fut détruit en mars 2019.
- Moulin à huile « centre village ».

### Édifices religieux
- Église Saint-Étienne de Comps.
- Vestiges de l'abbaye de Saint-Roman